# Papoeastruiksluiper
De Papoeastruiksluiper (Aethomyias papuensis) is een zangvogel uit de familie Acanthizidae (Australische zangers).

## Verspreiding en leefgebied
Deze soort is endemisch in de bergen van Nieuw-Guinea en telt drie ondersoorten:
- A. p. meeki: westelijk-centraal Nieuw-Guinea.
- A. p. buergersi: centraal Nieuw-Guinea.
- A. p. papuensis: noordoostelijk tot zuidoostelijk Nieuw-Guinea.

## Status
De grootte van de populatie is niet gekwantificeerd maar de soort wordt omschreven als schaars tot vrij algemeen. Op de Rode lijst van de IUCN heeft deze soort de status niet bedreigd.